# Едмонд Сафра

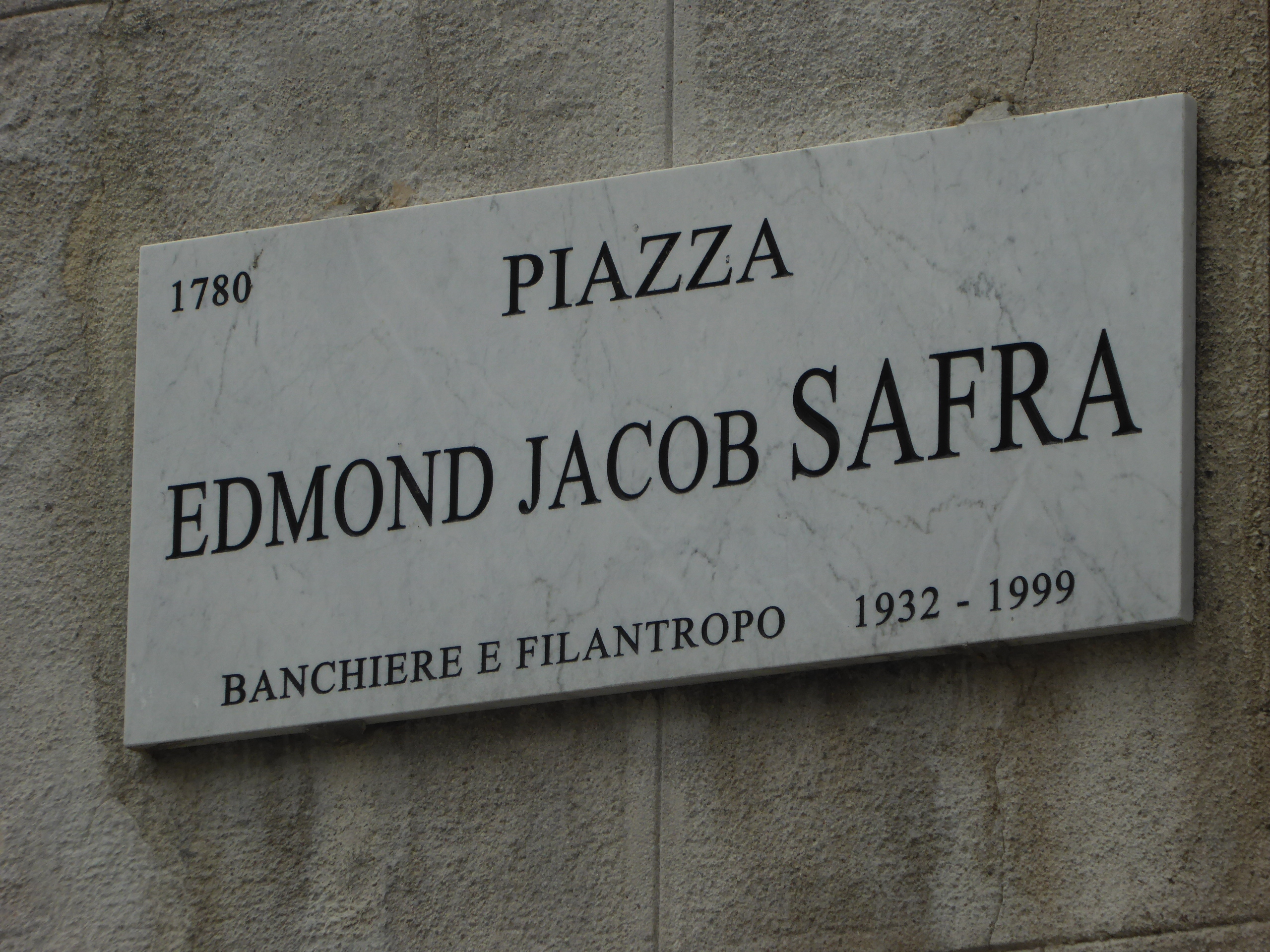
Вхід на площу Едмонда Сафра, Мілан, Ломбардія, Італія, травень 2018

Едмонд Дж. Сафра (араб. ادموند يعقوب صفرا, 6 серпня 1932, Алей, Ліван — 3 грудня 1999, Монако) — єврейський банкір і філантроп сирійського походження, натуралізований бразилець і монегаск.

## Біографія

### Витоки та початки

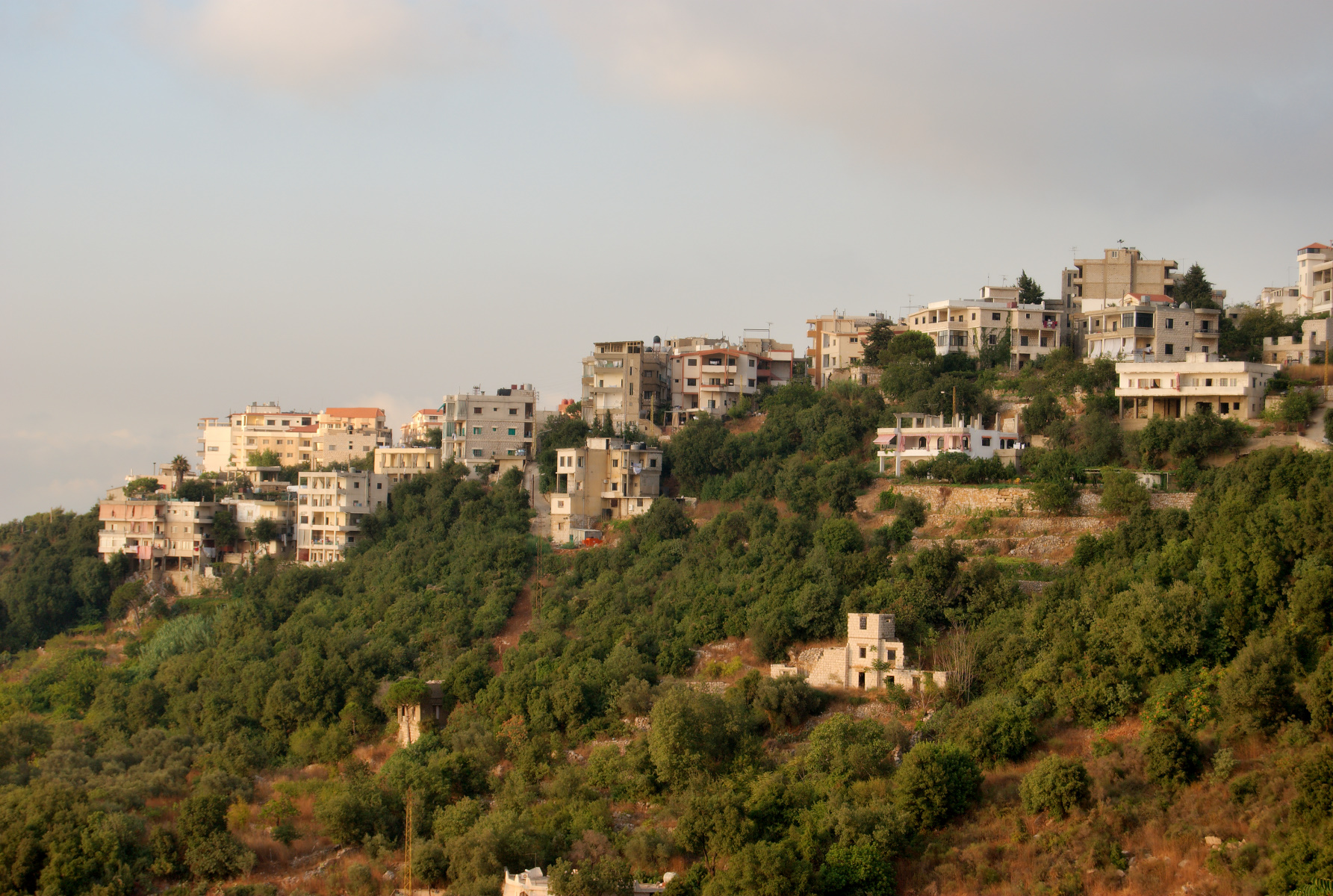
Житла на пагорбі в Алей, місці народження Едмона Сафра

Едмонд Сафра народився в Лівані, в селі за 17 км від столиці Бейрута, в заможній родині єврейських банкірів з Алеппо в Сирії, які колись фінансували каравани верблюдів. Його батько, Яків Сафра, вважається засновником сім'ї банкірів Сафра, успішно займався фінансами на початку XX століття після прибуття до Лівану (відкриття Safra GA Bank у 1920 році в Бейруті), а його бізнес поширився на країну перебування, Османську Сирію, Туреччину та Єгипет.
Едмонд приєднався до банку свого батька у віці 16 років й очолив відділ дорогоцінних металів.
Наприкінці 1940-х років Сафра розширив свій бізнес до Італії та відкрил там торгову компанію в Мілані.

### В Бразилії
Зіткнувшись з антиєврейськими заворушеннями в Бейруті після створення держави Ізраїль у 1948 році, родина Сафра вирішила знову переїхати в 1952 році та оселилася в Бразилії. У віці 23 років Едмонд Сафра заснував Banco Safra SA у 1955 році.
Хоча він не був старшим сином у родині, Едмонд вважався головою сім'ї після смерті свого батька Якова в 1963 році. На початку своєї кар'єри Едмонд Сафра запустив багато креативних і маркетингових ідей, які були успішними та зміцнили його позиції. Навіть коли бізнес зростав, Едмонд Сафра залишався вірним консервативним принципам свого батька Якова; банки, якими він володів, були відомі своєю ощадливістю, надаючи перевагу депозитам перед кредитами та уникаючи зайвих ризиків. Вони також зміцнюють особисті стосунки зі своїми десятками тисяч клієнтів будь-якого походження, які користуються довірою та конфіденційністю, а також рівним ставленням до всіх, великих чи маленьких.

### У Женеві
У 1956 році Сафра переїхав до Женеви, Швейцарія, де він прожив понад 40 років, щоб заснувати приватний банк Sudafin, який згодом став Trade Development Bank. Там він знайшов сприятливе бізнес-середовище і розширив свою фінансову імперію, зробивши справою честі задоволення потреб своїх заможних клієнтів по всьому світу. Банк Safra виріс з початкового капіталу в 1 мільйон доларів до 5 мільярдів доларів.
Потім у 1966 році він заснував Республіканський національний банк Нью-Йорка, інавгураційну стрічку якого перерізав Роберт Ф. Кеннеді. У 1988 році Едмонд Сафра також заснував Safra Republic Holdings SA. Ця компанія має 80 відділень у районі Нью-Йорка, що робить її третьою за величиною мережею філій у столичному регіоні після Citigroup і Chase Manhattan Bank. Він також має вісім відділень у Флориді. У 1980-х роках він позичав гроші таким країнам, що розвиваються, як Аргентина та Бразилія.
У 1976 році Едмонд Сафра одружився з Лілі Уоткінс, бразилькою, яка народилася в Порту-Алегрі, має уругвайське, чеське та російське коріння, з якою він познайомився в Лондоні в 1969 році і яка буде пов'язана з його роботою до кінця його життя.
Продаж Trade Development Bank компанії American Express за понад 450 мільйонів доларів у 1983 році призвела до судової боротьби між двома сторонами. Ліванський фінансист вийшов переможцем, отримавши публічні вибачення від керівника American Express, який розпочав проти нього наклепницьку кампанію, щоб розтоптати його репутацію, звинувативши його, зокрема, у торгівлі наркотиками. У зв'язку з цим він також отримав 8 мільйонів доларів компенсації, які були повністю передані благодійним організаціям, зокрема Червоному Хресту та Університетській лікарні Женеви.
Наприкінці 1980-х років у Франції Сафра був причетний до справі Societe Generale⁣, але Комісія фондових бірж (COB) відсторонила його від будь-якої причетності, наголосивши на його некритичній поведінці. Водночас Едмон Сафра брав участь у придбанні Першого міжнародного банку Ізраїлю своїм родичем Жаком Насером.

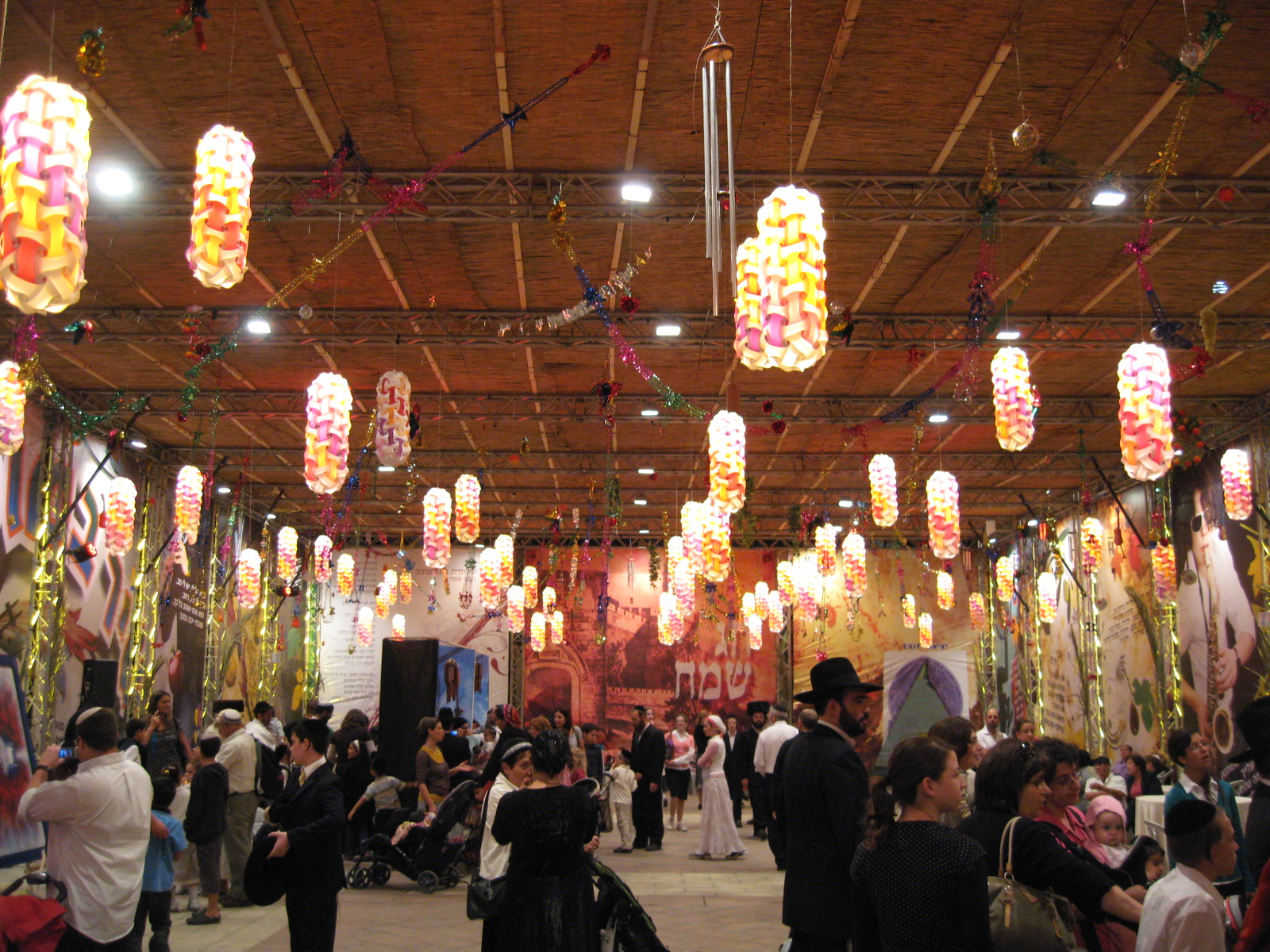
Сукка, побудована на площі Сафра в Єрусалимі, 2009 рік

На початку 1990-х статки Едмонда Сафра оцінювалися у 2,5 мільярда доларів У 1989 році журнал Forbes включив його до списку найбільших мільярдерів світу (199 місце).
За життя він був великим філантропом і жертводавцем, заповівши свої статки Благодійному фонду Едмонда Сафра. Він зробив численні пожертви лікарням, школам, університетам і благодійним організаціям по всьому світу, де багато громадських і негромадських будівель, синагог, шкіл, середніх шкіл, університетів, лікарень, ратуш та інших освітніх програм названих на честь Едмонда Сафра або його дружини Лілі і його або його батька Джейкоба Е. Сафра, значною мірою завдяки фінансовим внескам Едмонда Сафра у ці єврейські, сефардські та інші світські справи.
У 1996 році Сафра став співзасновником Hermitage Capital Management разом із Бені Штайнмецом і Біллом Браудером. Фонд став однією з найважливіших інвестиційних компаній у Росії, а згодом став відомим у зв'язку зі справою Сергія Магнітського.
Два роки по тому Республіканський національний банк Нью-Йорка, дев'ятий за величиною приватний банк країни, втратив 45 % свого чистого прибутку зчерез високу вразливість до російських облігацій після російської фінансової кризи 1998 року.
Наприкінці 1990-х років банк Едмонда Сафра попередив ФБР про мережу з відмивання грошей на суму 7 мільярдів доларів за участю Банка Нью-Йорка, російських банків, включаючи Депозитарно-Кліринговий банк, і російської мафії, яка привела до Пітера Берліна і його дружини Люсі Едвардс, колишнього віцепрезидента Банка Нью-Йорк, які зізналися у відмиванні грошей для Семена Могилевича і російської мафії в період з 1996 по 1999 роки.
1998 року Сафра був ключовим свідком ФБР у схемі відмивання грошей на суму 4,8 мільярда доларів за участю грошей МВФ, його республіканського Національного банку Нью-Йорка, банку Швейцарії, Михайла Касьянова та Володимира Путіна. Він також надає свідчення прокурору Женеви Бернарду Бертоссі. Італійська газета La Repubblica повідомляє про «Кремлігейт» у серпні 1998 року, повідомивши, що з 27 липня 1998 року по 24 серпня 1998 року через рахунок у Bank of New York було переказано 21,4 мільярда доларів. Вкрадені кошти МВФ стали причиною російської фінансової кризи 1998 року, яка розпочалася 17 серпня 1998 року.
У віці майже 60 років фінансист проводить час між резиденціями в Женеві, Нью-Йорку та своєю віллою на Лазурному березі у Вільфранш-сюр-Мер, віллою Леопольда, побудованою в 1902 році королем Бельгії Леопольдом II для своєї коханки та придбаною Сафра в 1985 році.
У той час Едмон Дж. Сафра ставав дедалі спостережливішим ; він постійно носив ярмолку, відмовлявся працювати в шабат і під час їжі, і дотримувався близькосхідної єврейської традиції.

### У Монако
Ослаблений хворобою Паркінсона, Едмонд Сафра потребував постійного догляду й вирішив продати свою фінансову імперію. 31 грудня 1999 року азійський приватний банк HSBC став новою назвою для колишніх активів Сафра.
Сафра живе в оточенні загону охоронців і медсестер, які живуть, годують, перуть і добре платять за те, щоб бути доступними для нього 24 години на добу у дуплексному пентхаусі площею 1 000 квадратних метрів у розкішному будинку «La belle époque» («Гарні часи»), за який він платить 500 000 євро на рік сім'ї Грімальді, що володіє будинком, розташованим на авеню д'Остенде, 17, з видом на порт Геркулес у Монако-Вілі, на іншому поверсі якого вінвідкрив філію свого банку.

#### Кінець життя

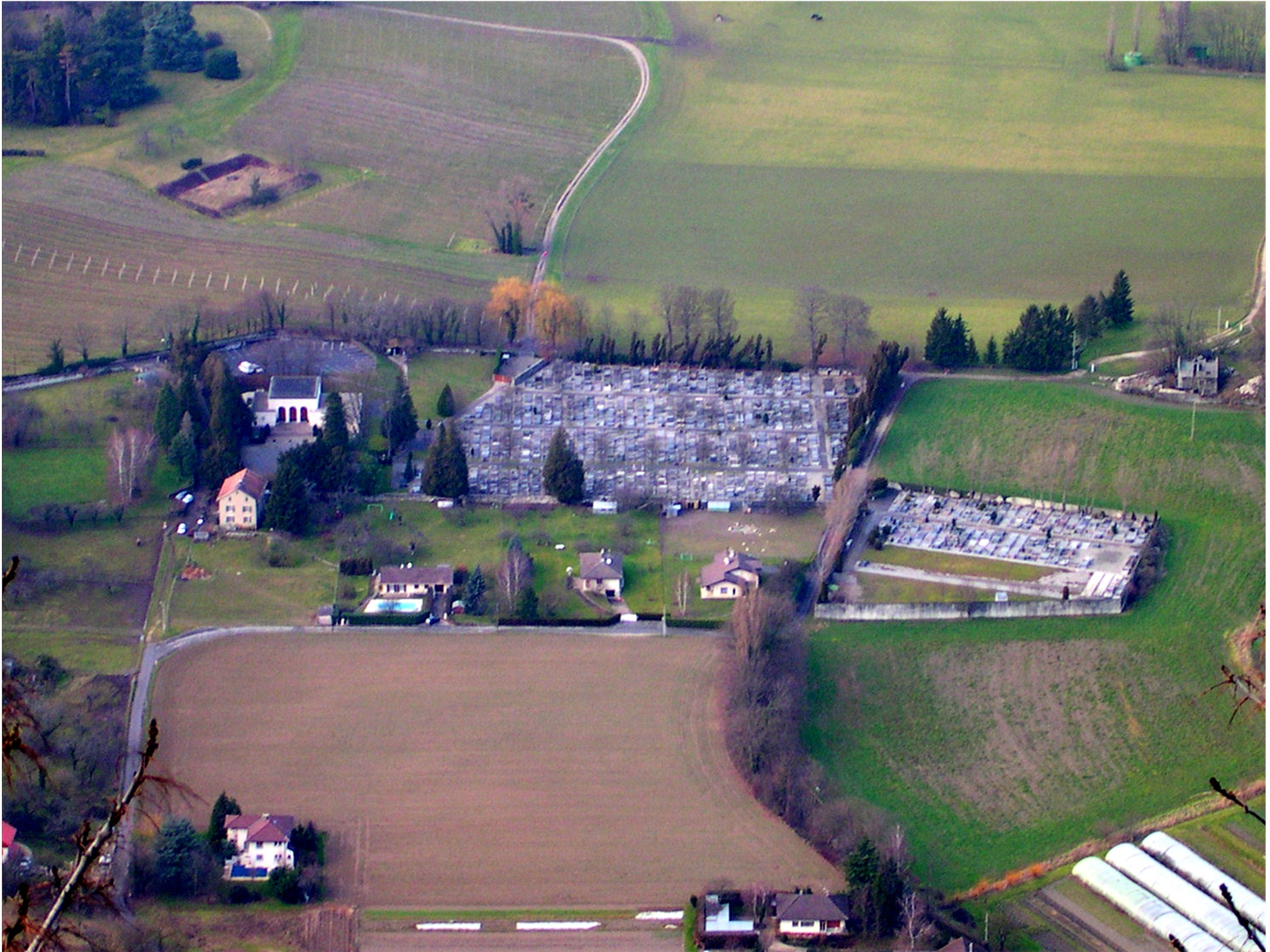
Вид на єврейське кладовище Вейріє з мису Салев

За кілька днів до смерті Едмонд Сафра був натуралізований як монегаск суверенним указом принца Реньє III. 3 грудня 1999 року Едмонд Сафра помер у віці 67 років разом зі своєю нічною нянею, задихнувшись у своїй квартирі в Монако в результаті пожежі кримінального походження, організованої членом його оточення. Його дружина Лілі Сафра була вдома під час пожежі, але була швидко врятована поліцією (див. нижче). Насильницька смерть Сафри підживлюватиме теорії змови.
Він був похований 6 грудня на єврейському кладовищі Вейр'є, розташованому на франко-швейцарському кордоні, між швейцарською комуною Вер'є (кантон Женева) і французькою комуною Етремб'єр (Верхня Савоя). На церемонії прощання з ним виступили головний рабин Джозеф Х. Сітрук і лауреат Нобелівської премії миру Елі Візель.

Вражаюча церемонія проходить у ліванській єврейській громаді в Брукліні, Нью-Йорк, де зібралася громада включаючи його друзів дитинства з Бейрута, або тих, кому він допомагав там.
Едмонд Сафра залишилися дружина Лілі й діти Адріана та Едуардо, два брати, Мойзес і Жозеф, і три сестри, Арлетт, Габі і Югетта.
Він залишив 50 % своїх активів кільком благодійним організаціям, а решту розділив між членами сім'ї та дружиною Лілі, яка, за даними SwissLeaks, отримала 800 мільйонів доларів. Після відкриття спадщини рідні брати і сестри банкіра подали позов до суду, щоб спробувати повернути частину статків, які Едмон Сафра залишив дружині.

#### Розслідування його смерті
Тед Махер, громадянин США, колишній «зелений берет» і колишній наркоман, був заарештований і засуджений у 2002 році судом Монако до 10 років ув'язнення за ненавмисне вбивство 67-річного Едмона Сафра і 52-річної Вівіан Торренте. Він заявив, що намагався інсценувати героїчний порятунок Едмона Сафра, інсценувавши напад озброєних людей, а потім підпаливши кошик для сміття. На жаль, вогонь поширився, і квартира-бункер Едмона Сафра, якого розбудили медсестри, своєю чергою була затягнута густим димом. Пожежна команда швидко прибула на місце, так само як і поліцейські Монакської служби громадської безпеки. Почувши тривогу, Самуель Коен, начальник особистої охорони банкіра, що складається з колишніх елітних солдатів Цахалу, який мешкає у Вільфранш-сюр-Мер, сусідній комуні, також вирушив на місце пожежі, озброєний ключами та кодами, які він мав для входу в будинок.

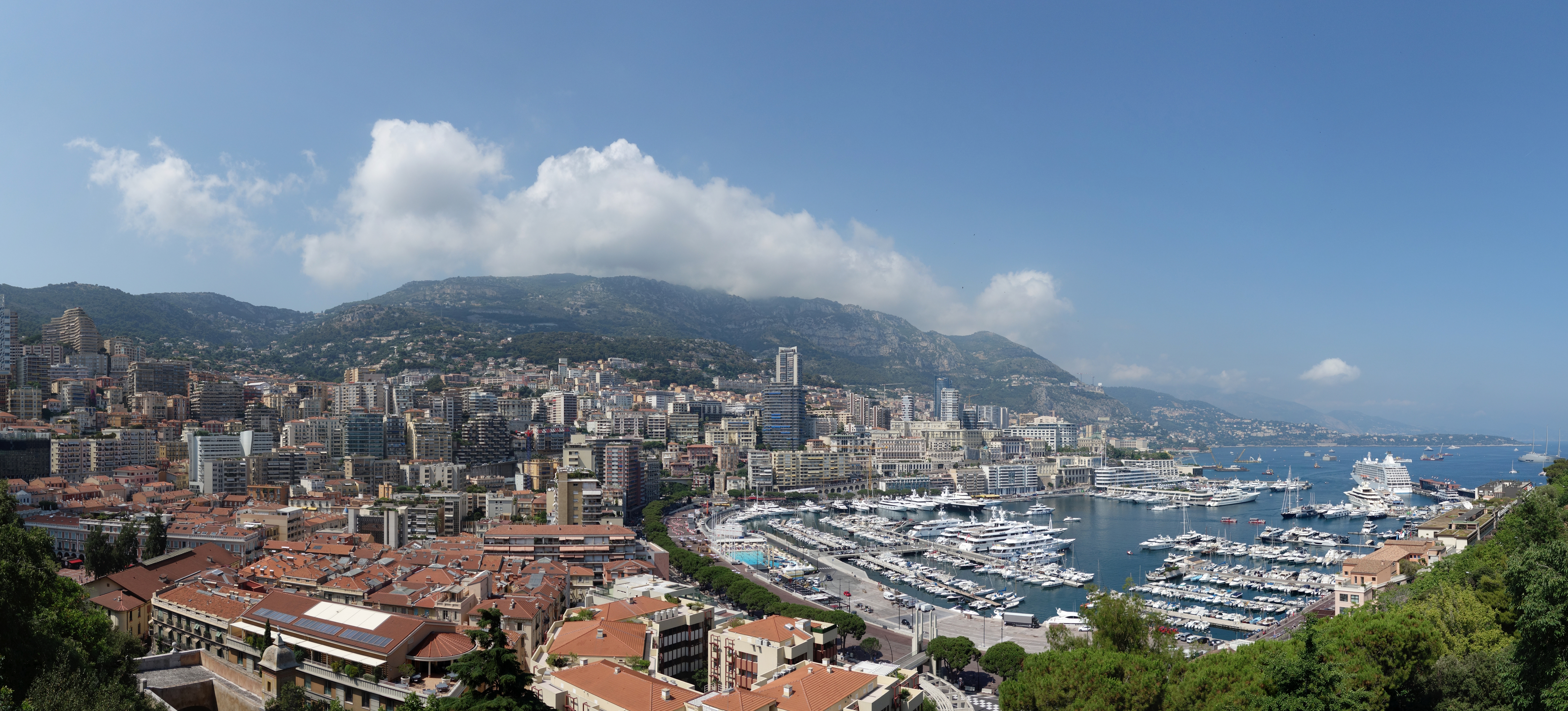
Вид на Монако з площі Пале

Тим часом Сафра, який сховався з філіппінською медсестрою у ванній кімнаті, будить телефоном свою дружину Лілі. Трохи згодом вона марно благає чоловіка вийти зі своєї схованки.
Прибувши до броньованих дверей квартири, пожежники не змогли потрапити всередину. Вони просять медсестер відчинити їх, але Едмон Сафра, який страждав фобією вбивств, наказує їм нічого не робити, поки не переконається, що зловмисники під контролем… якщо тільки прохання не надійде від начальника його особистої охорони. Але Самуель Коен, затриманий і навіть закутий у наручники поліцейськими, які перебувають у будівлі, на час перевірки його особи, так і не зможе спуститися на підлогу.
Едмон Сафра залишився глухим до закликів пожежників, а медсестра поруч з ним, вірна йому до кінця, так і не відчинила двері. Коли рятувальникам нарешті вдалося виламати броньовані двері, вони знайшли лише два бездиханних тіла: Едмона Сафра на кріслі та медсестри Вівіан Торренте на килимі, обидва вкриті кіптявою.
Справа підриває компетентність монакських служб порятунку і поліції, які мають репутацію надбезпечних, коли 85 осіб, присутніх на місці пожежі та представлених як ретельно відібрані війська, «підготовлені в елітних підрозділах», за три години просунулися на дев'ять метрів, не врятувавши відлюдників. Річ у тому, що брехня Теда Махера про псевдовторгнення озброєних людей ускладнила і сповільнила просування аварійних служб, які повинні були переконатися, що кожен з поверхів захищений, перш ніж втрутитися на поверсі банкіра.
Ув'язнений у в'язниці Монако, Тед Махер зумів втекти в ніч на 21 січня 2003 року, але був схоплений через кілька годин у Ніцці і, схоже, відмовився від своїх попередніх зізнань.
Парадоксально, але Тед Махер був найнятий Едмондом Сафра шістьма тижнями раніше за його чесність. Випадково знайшовши фотоапарат друга багатого банкіра, він поспішив повернути його неушкодженим. Цей вчинок приніс йому визнання друга, який звів його з бізнесменом, що шукав надійний персонал, і запросив приєднатися до групи своїх помічників, кожному з яких було заплачено високу ціну. Крім того, Едмонд Сафра заплатив чималі гроші за систему безпеки — в той день частково несправну — яка блокувала всі виходи з квартири та повинна була забезпечити йому такий спокій, що він відмовився від присутності своїх охоронців на місці.
Відбувши вісім років ув'язнення, Тед Махер вийшов на волю у 2007 році.

## Благодійна діяльність

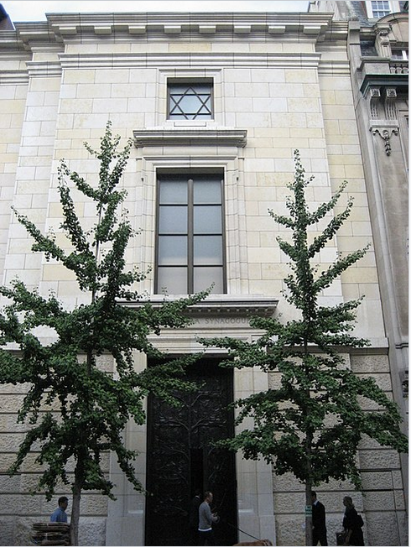
Синагога Едмонда Дж. Сафра в Нью-Йорку

Едмонд Дж. Сафра застосував єврейський принцип цедаки (творення справедливості, особливо через благодійність), нслужачи незліченній кількості людей і підтримуючи надзвичайно багато справ і організацій по всьому світу в різних галузях, таких як освіта, наука, медицина, культура, релігія та гуманітарна допомога. Він діяв, зокрема, в інтересах єврейської громади, а також в інтересах християн, мусульман і світських людей.
Бернар-Анрі Леві назвав його «справжнім євреєм століття».

### Для єврейського світу
Едмонд Сафра зробив великий внесок у будівництво та реставрацію синагог, синагоги, що носять ім'я його батька по всьому світу, свідчать про цю прихильність.

У 1967 році він відновив одну з найстаріших єшив Старого міста Єрусалиму, єшиву Порат Йосеф, яка була відбудована в первісному вигляді навпроти Стіни Плачу (Котел), після того, як Арабський легіон зрівняв її з землею в 1948 році.
Він побудував першу за 500 років синагогу в Мадриді, допоміг відремонтувати та розширити синагоги в Амстердамі, Стамбулі, Неаполі, Будапешті, Родосі, Відні чи Санкт-Петербурзі. Він врятував одну з найстаріших синагог у Франції, в Клермон-Феррані, від руйнування, придбавши її для громади. Він сприяв розширенню синагоги в Каннах та синагоги Бет-ель у Парижі. Він також допоміг відновити синагоги в багатьох маленьких французьких містечках, включаючи Евіан, Аннемасс та інші. Багато з цих синагог розташовані у великих єврейських центрах по всьому світу, але Сафра також підтримував будівництво синагог для громад у віддалених місцях, таких як Маніла на Філіппінах або Кіншаса в ДРК. У кожній з цих синагог він забезпечив виготовлення та встановлення великої кількостіі Сефер Тора.
У Франції школи в Сарселлі, Марселі, Каннах, Ніцці та середня школа в Парижі названі на честь його батька Якоба Сафра.
Окрім підтримки синагог в Ізраїлі, могили рабина Меїра Баала Ханесса та рабина Шимона бар Йохая були дуже важливі для Едмонда Сафра, який був дуже щедрим жертводавцем для цих місць паломництва. Протягом багатьох років, на Шавуот (єврейська П'ятидесятниця), в річницю смерті свого батька, він молився на могилі рабина Меїра до світанку. У будівлі, подарованій Едмондом Сафрою, зберігається Талмуд-Тора інституцій рабина Меїра Баала Ханесса.
Едмонд Ж. Сафра публікує релігійні твори (Homach, Talmud …).

### Для здоров'я

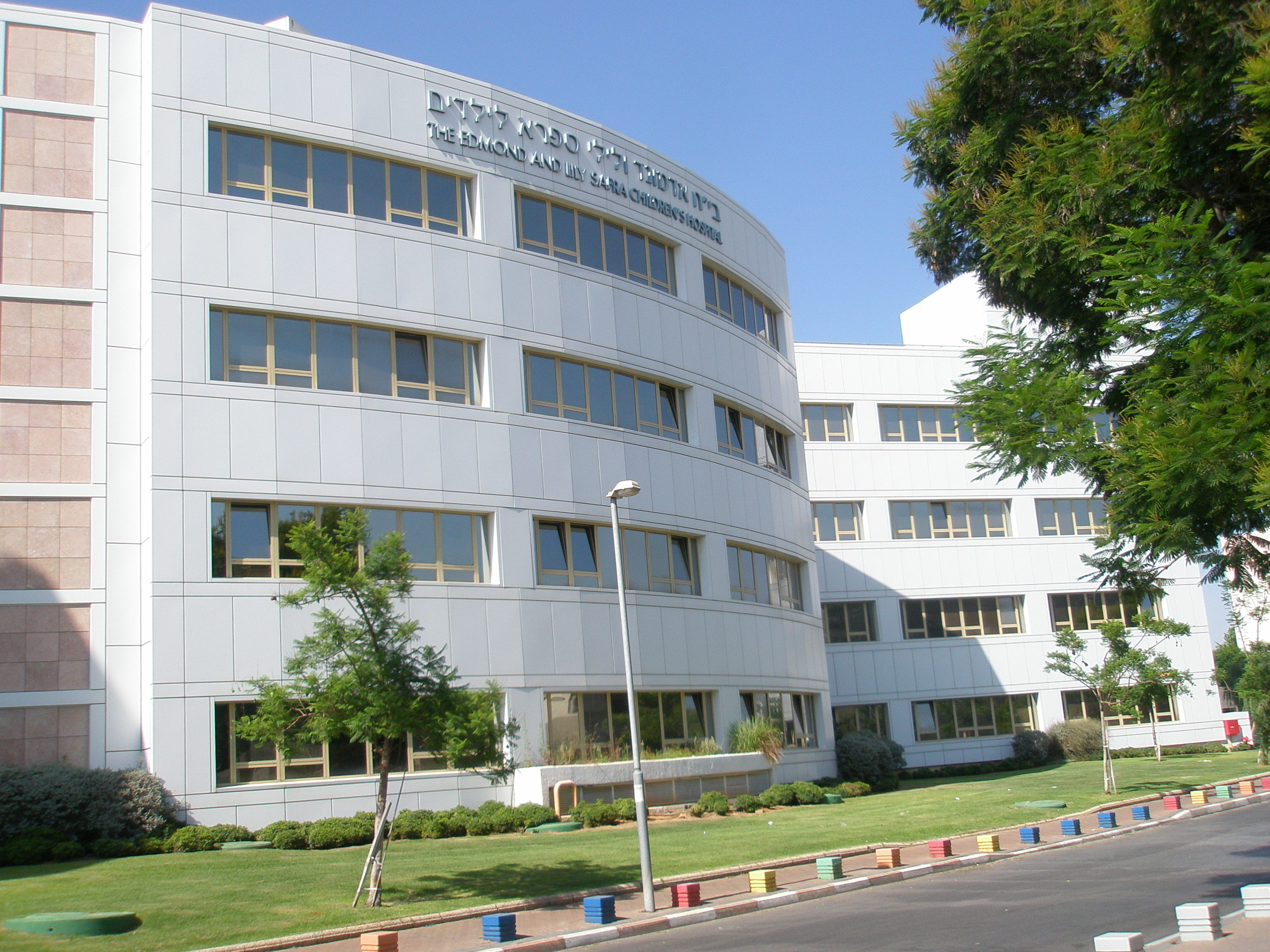
Дитяча лікарня Едмонда та Лілі Сафра в Себа Тель Хашомер

Едмонд Дж. Сафра пожертвував мільйони доларів на лікування нужденних пацієнтів. Лікарні в усьому світі — наприклад, кантональна лікарня Женеви, лікарні у Франції та багато закладів у Сполучених Штатах — скористалися завдяки щедрості Едмона Сафра. Він був одним із засновників лікарні Альберта-Ейнштейна в Сан-Паулу, яка зараз є одним з найбільших і найпрестижніших медичних центрів Південної Америки. В Ізраїлі він ініціював будівництво новаторської дитячої лікарні Едмонда та Лілі Сафра в Тель-Гашомері (Рамат-Ган), яку відвідують переважно палестинські араби.
У сфері медичних досліджень він був значним донором для Інституту Пастера в Парижі та Інституту Вейцмана в Ізраїлі, для Французької асоціації боротьби з міопатією, для дослідження епілепсії та для художників, які займаються боротьбою зі СНІДом у Франції, Фонду Майкла Дж. Фокса для дослідження хвороби Паркінсона в Сполучених Штатах, а також численних центрів з вивчення конкретних захворювань по всьому світу. Він створив кафедру Едмонда та Лілі Сафра з дослідження раку молочної залози в Університеті Тулейн у Луїзіані.

### Для освіти

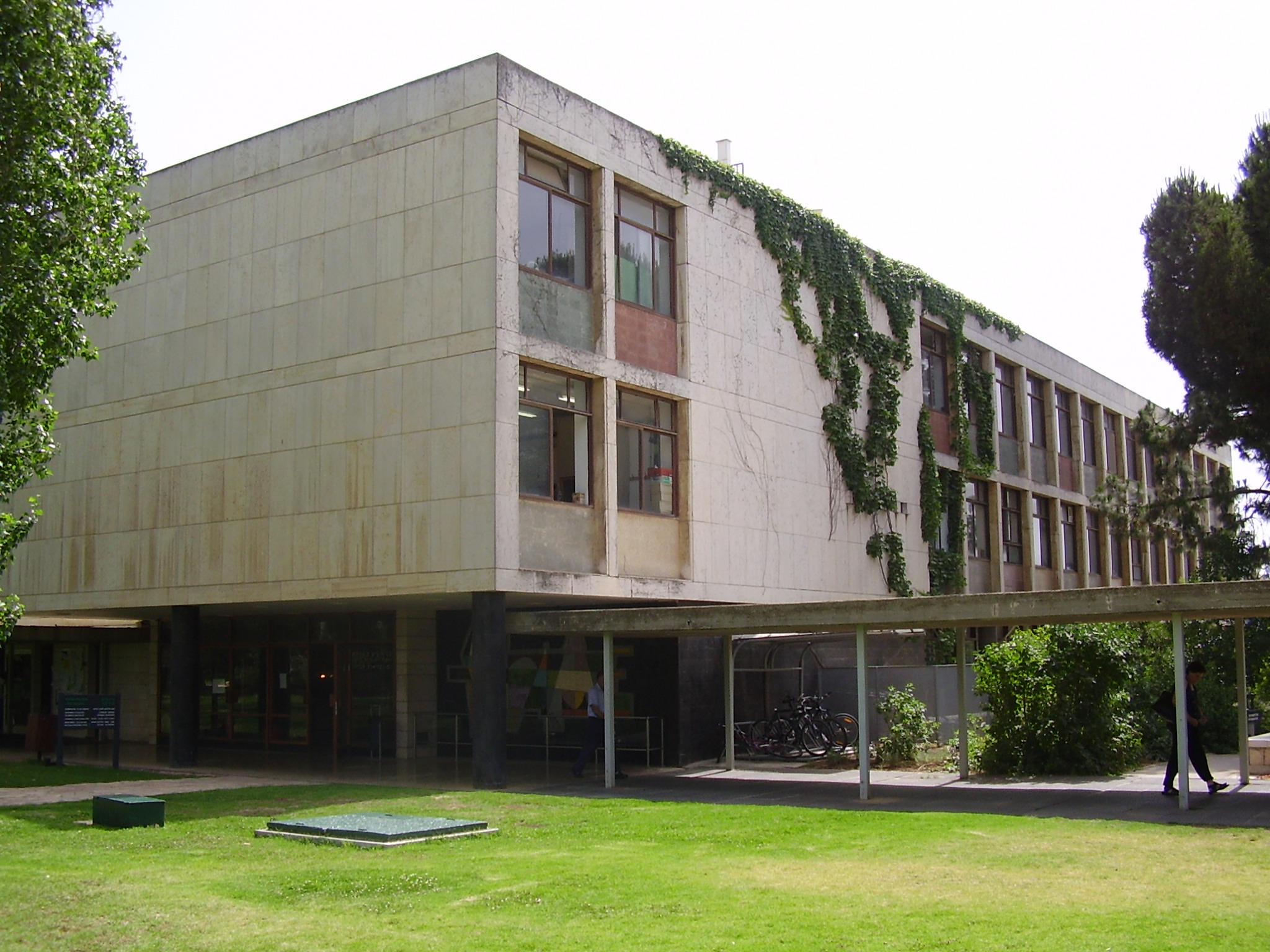
Будівля Леві, побудована в 1954-58 роках у кампусі Едмонда Сафра в Гіват-Рамі в Єрусалимі, де зберігаються архіви Альберта Ейнштейна

Едмонд Сафра вважав, що університетська освіта є необхідною для молодої людини в сучасному світі, оскільки сам ніколи не навчався в університеті. Він надав університетські стипендії десяткам тисяч студентів через Міжнародний сефардський освітній фонд (ISEF) — організацію, яку вони з дружиною заснували в 1977 році для підтримки ізраїльських студентів. Одержувачі стипендій ISEF отримали нагороди по всьому світу в кожній дисципліні.
Едмонд Сафра також допомагав університетам безпосередньо, підтримуючи конкретні кафедри чи програми (наприклад, вивчення юдаїки). Наприклад, у Гарвардському університеті він фінансував кафедру єврейської історії та сефардської цивілізації Джейкоба Е. Сафра, а також зробив значні пожертви кафедрі латиноамериканських досліджень ім. Роберта Ф. Кеннеді. У Вортонській школі бізнесу Університету Пенсільванії він заснував кафедру міжнародного банкінгу імені Джейкоба Е. Сафра та Центр бізнес-досліджень Сафра.
Він також був головним донором Американського університету в Бейруті, де він придбав землю після Ліванської війни, і був нагороджений почесними докторськими ступенями Єврейського університету в Єрусалимі та Єшивського університету в Сполучених Штатах, Сполучені Штати (де він заснував Інститут сефардських досліджень ім. Якова Е. Сафра) за його постійну підтримку цих установ.
Що стосується освіти дітей, Едмонд Сафра приділяв особливу увагу школам у містах, де він жив — наприклад, він заснував школу Гірса, першу і найбільшу єврейську школу в Женеві. Він дуже пишався тим, що заснував школу Бейт-Яаков у Бат-Ямі, яка неодноразово була визнана однією з найкращих шкіл Ізраїлю. Він також був одним з найбільших у світі благодійників єшив (релігійних шкіл, які готують молодих людей на рабинів, вчителів юдаїзму та суддів), допомагаючи багатьом установам по всьому світу.

### Інше
У 1990 році Едмонд Сафра вирішив евакуювати та лікувати російських дітей з Чорнобиля.
У 1996 році він подарував Музею Ізраїлю перший рукопис Альберта Ейнштейна з теорії відносності.
Він організовує незліченну кількість"зустрічей за мир між імамами та рабинами, людьми віри та сумнівів, з усього світу".

### Фонд Едмонда Дж. Сафра

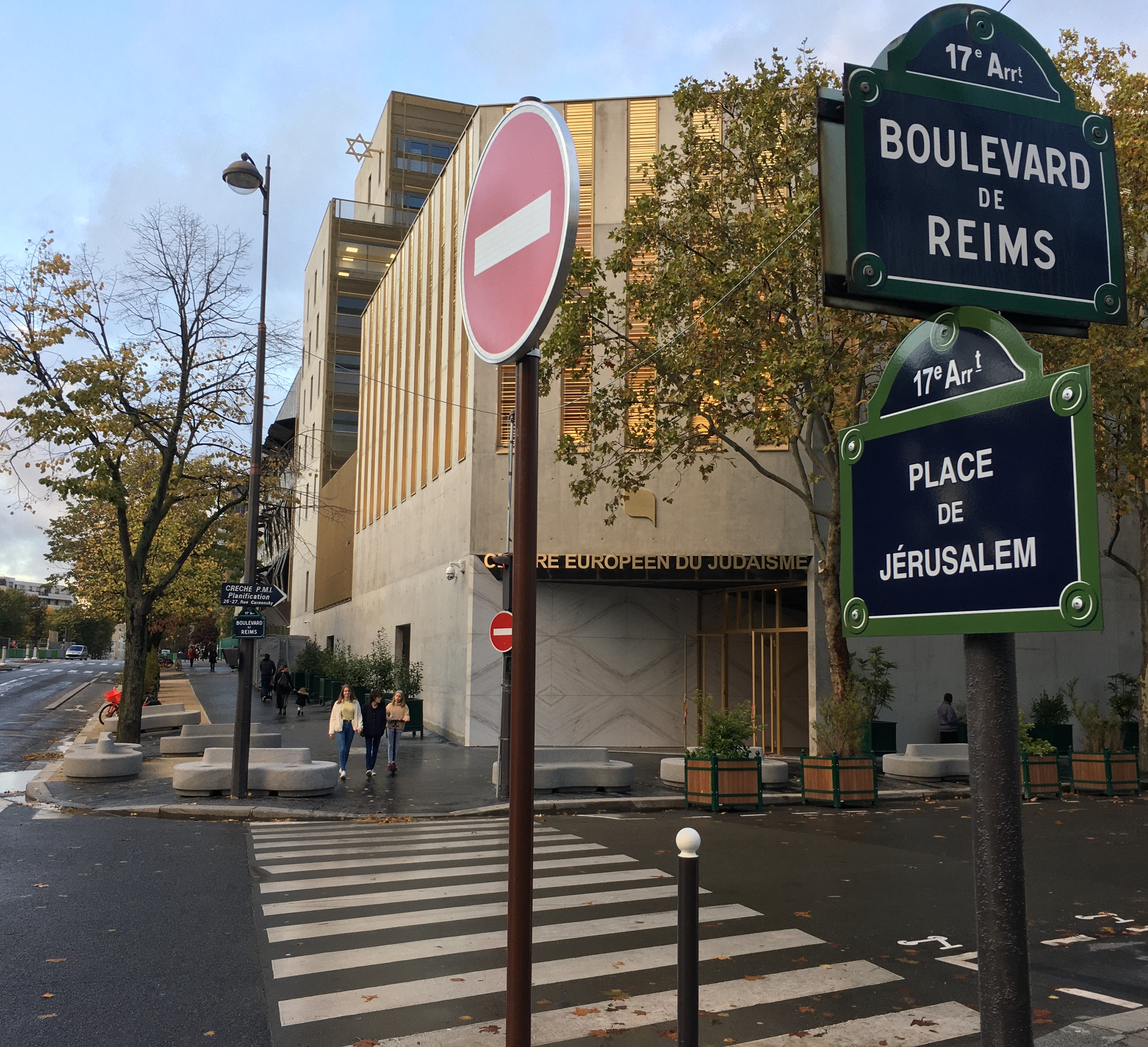
Європейський центр юдаїзму, де розташована синагога Едмонда Дж. Сафра, Єрусалимська площа в Парижі

Його дружина, Лілі Сафра, з того часу увічнила пам'ять про життя і цінності свого чоловіка через Фонд Едмонда Дж. Сафра, президентом якого вона є. Фонд продовжує добрі справи, започатковані Едмондом Сафра, і підтримує освітні, медичні, наукові, культурні та гуманітарні проєкти в майже 50 країнах світу, щоб найбільш знедолені люди та різні асоціації продовжували користуватися його допомогою і заохоченням протягом багатьох років.
У Франції Фонд Едмонда Дж. Сафра зокрема підтримує Інститут мозку та хребта (ICM), науково-дослідний інститут нейронауки світового рівня, а також біомедичний дослідницький центр Clinatec, який було створено завдяки його великій фінансовій підтримці, що дозволило йому отримати доступ до найсучаснішого обладнання..Біомедичний дослідницький центр Clinatec розробляє медичні прилади для боротьби з нейродегенеративними захворюваннями, такими як хвороба Паркінсона. У 2015 році він знову зробив йому виняткову пожертву. Будівля має ім'я Едмонда Дж. Сафра як данина цій підтримці.
Фонд є одним із головних донорів Європейського центру юдаїзму, урочисто відкритого в XVII окрузі в Парижі на площі Єрусалиму в жовтні 2019 року, синагога якого має ім'я Едмона Дж. Сафра.
У Франції Фундація «Сафра» також передала золоті та срібні вироби до Лувру, зробив пожертви музею Карнавале, Товариству друзів Версаля або Національній бібліотеці Франції.

## Біографія
- Даніель Гросс : A Banker's Journey: How Edmond J. Safra Built a Global Financial Empire, Radius (2022).ISBN 978-1635767858

## Награди
- Командор ордена мистецтв і літератури
- Кавалер ордена Почесного легіону
- Командор ордена «За заслуги перед Великим Герцогством Люксембург».
- Командор ордена Ріо-Бранку